# 엄티
엄티(본명: 엄성현, 1999년 6월 2일~)는 대한민국의 리그 오브 레전드 프로게이머로 포지션은 정글이다. 아이디는 UmTi이다.

## 선수 생활
엄티는 2016년 12월 20일, 진에어 그린윙스에 입단하면서 프로 커리어를 시작했다. 2017 스프링 시즌 주전 정글러로 출전했다. 하지만 스프링 시즌에는 좋지 못한 모습을 보여주었다. 팀은 승강전으로 내려갔지만 잔류에 성공했다. 2017 서머 시즌에서는 개선된 모습을 보여주었다.
2017시즌에서는 팀의 주전 정글러를 맡았으며 지난시즌보다 발전된 모습을 보였다.
2018 스프링 시즌에서는 좋지 않은 폼을 보여주었다. 
2019시즌을 앞두고 KT 롤스터에 입단했다. 2019 스프링 시즌 스코어의 백업 선수로 활동했다. 서머 시즌에서도 스코어와의 주전 경쟁에서 패배하며 1경기 출전에 그쳤다.
2020시즌을 앞두고 원 소속팀인 진에어 그린윙스로 입단하며 1년만에 복귀했다. 스프링 시즌에서는 경기 중 오락가락하는 모습을 보이며 시즈에게 주전을 내주기도 했다. 하지만 이후 주전 자리에 복귀했다. 2020 서머 시즌에서는 앞선 시즌과는 반대로 좋은 폼을 보여주었다. 시즌 종료 이후 챌린저스 퍼스트 팀을 수상했다.
2021시즌을 앞두고 프레딧 브리온에 입단했다. 2021시즌 브리온의 주전 정글러로 활동했다.
2022시즌에도 팀의 주전 정글러로 활동하면서 스프링 시즌 팀의 플레이오프 진출에 기여했다. 2022시즌 종료 후 팀에서 퇴단했으나 2023시즌을 앞두고 브리온과 계약을 맺음에 따라 팀에 복귀했다.

## 소속팀
| # | 팀명            | 소속 기간             | 소속 리그 | 비고 |
| - | --------------- | --------------------- | --------- | ---- |
| 1 | 진에어 그린윙스 | 2016.12.20~2018.11.01 | LCK       |      |
| 2 | KT 롤스터       | 2018.12.13~2019.11.18 | LCK       |      |
| 3 | 진에어 그린윙스 | 2019.12.05~2020.11.17 | LCK       |      |
| 4 | 프레딧 브리온   | 2020.12.05~2023.11.21 | LCK       |      |

## 수상 내역
- 리그 오브 레전드 챌린저스 코리아 서머 2020 준우승